# Apen van de Oude Wereld
De apen van de Oude Wereld (Cercopithecidae) zijn een familie van de orde primaten (Primates). De Cercopithecidae zijn de enige levende familie uit de superfamilie Cercopithecoidea. Samen met de mensapen vormen ze de parvorde smalneusapen. In tegenstelling tot de mensapen hebben de meeste apen van de Oude Wereld een staart. Dit is geen grijpstaart. Ook op basis van dentitie zijn er verschillen tussen beide superfamilies.
Apen van de Oude Wereld kennen een grote verscheidenheid aan gezichtsexpressies om mee te communiceren. Het gezicht is bij veel soorten onbehaard, evenals de handpalmen en voetzolen. Het zijn dagdieren, die goed kunnen zien, horen en ruiken.
De apen van de Oude Wereld leven voornamelijk in Afrika en Azië. Fossielen zijn uit Europa bekend, en één soort, de berberaap, leeft op de rots van Gibraltar. In Afrika leven vooral de meerkatten, bavianen, mangabeys en franjeapen, en in Azië vooral de makaken, langoeren en de neusaap.
De oudste fossiele vondst van een aap van de Oude Wereld bestaat uit twee tanden van circa 12,5 miljoen jaar oud.

## Taxonomie
- Superfamilie: Cercopithecoidea (Apen van de Oude Wereld)
  -  Familie: Cercopithecidae (Apen van de Oude Wereld)
    - Onderfamilie: Cercopithecinae (Meerkatachtigen)
      - Geslachtengroep: Cercopithecini (Meerkatten)
        - Geslacht: Allenopithecus (Moerasmeerkatten)
        - Geslacht: Allochrocebus
        - Geslacht: Cercopithecus (Echte meerkatten)
          - Ondergeslacht: Cercopithecus (cephus)
          - Ondergeslacht: Cercopithecus (diana)
          - Ondergeslacht: Cercopithecus (hamlyni)
          - Ondergeslacht: Cercopithecus (mona)
          - Ondergeslacht: Cercopithecus (neglectus)
          -  Ondergeslacht: Cercopithecus (nictitans)

        - Geslacht: Chlorocebus (Groene meerkatten)
        - Geslacht: Erythrocebus (Huzaarapen)
        -  Geslacht: Miopithecus (Dwergmeerkatten)

      -  Geslachtengroep: Papionini (Hondsapen)
        - Geslacht: Cercocebus
        - Geslacht: Lophocebus
        - Geslacht: Macaca (Makaken)
        - Geslacht: Mandrillus (Drillen)
        - Geslacht: Papio (Bavianen)
        - Geslacht: Rungwecebus
        -  Geslacht: Theropithecus (Gelada's)

    -  Onderfamilie: Colobinae (Bladapen of slankapen)
      - Geslachtengroep: Colobini (Franjeapen)
        - Geslacht: Colobus (Zwart-witte franjeapen)
        - Geslacht: Piliocolobus (Rode franjeapen)
        -  Geslacht: Procolobus (Groene franjeapen)

      - Geslachtengroep: Presbytini (Langoeren)
        - Geslacht: Presbytis (Echte langoeren)
        - Geslacht: Semnopithecus (Hoelmans of grijze langoeren)
        -  Geslacht: Trachypithecus (Pruiklangoeren, kuiflangoeren of lutungs)

      -  Geslachtengroep: Pygatrichini (Stompneusachtigen)
        - Geslacht: Nasalis (Neusapen)
        - Geslacht: Pygathrix (Doeks)
        - Geslacht: Rhinopithecus (Stompneusapen)
        -  Geslacht: Simias (Varkensstaartlangoeren)

Plaats binnen de stamboom van de primaten:

### Cladogram van de Primaten
|                       | Cercopithecoidea (apen van de Oude Wereld)                                         |
|                       |                                                                                    |
| Hominoidea (mensapen) | \| \| Hylobatidae (gibbons) \| \| \| \| \| \| Hominidae (mensachtigen) \| \| \| \| |
|                       | \| \| Hylobatidae (gibbons) \| \| \| \| \| \| Hominidae (mensachtigen) \| \| \| \| |
|                       | Hylobatidae (gibbons)                                                              |
|                       |                                                                                    |
|                       | Hominidae (mensachtigen)                                                           |
|                       |                                                                                    |

|  | Hylobatidae (gibbons)    |
|  |                          |
|  | Hominidae (mensachtigen) |
|  |                          |

|                       | Cercopithecoidea (apen van de Oude Wereld)                                         |
|                       |                                                                                    |
| Hominoidea (mensapen) | \| \| Hylobatidae (gibbons) \| \| \| \| \| \| Hominidae (mensachtigen) \| \| \| \| |
|                       | \| \| Hylobatidae (gibbons) \| \| \| \| \| \| Hominidae (mensachtigen) \| \| \| \| |
|                       | Hylobatidae (gibbons)                                                              |
|                       |                                                                                    |
|                       | Hominidae (mensachtigen)                                                           |
|                       |                                                                                    |

|  | Hylobatidae (gibbons)    |
|  |                          |
|  | Hominidae (mensachtigen) |
|  |                          |

|                       | Cercopithecoidea (apen van de Oude Wereld)                                         |
|                       |                                                                                    |
| Hominoidea (mensapen) | \| \| Hylobatidae (gibbons) \| \| \| \| \| \| Hominidae (mensachtigen) \| \| \| \| |
|                       | \| \| Hylobatidae (gibbons) \| \| \| \| \| \| Hominidae (mensachtigen) \| \| \| \| |
|                       | Hylobatidae (gibbons)                                                              |
|                       |                                                                                    |
|                       | Hominidae (mensachtigen)                                                           |
|                       |                                                                                    |

|  | Hylobatidae (gibbons)    |
|  |                          |
|  | Hominidae (mensachtigen) |
|  |                          |

|                       | Cercopithecoidea (apen van de Oude Wereld)                                         |
|                       |                                                                                    |
| Hominoidea (mensapen) | \| \| Hylobatidae (gibbons) \| \| \| \| \| \| Hominidae (mensachtigen) \| \| \| \| |
|                       | \| \| Hylobatidae (gibbons) \| \| \| \| \| \| Hominidae (mensachtigen) \| \| \| \| |
|                       | Hylobatidae (gibbons)                                                              |
|                       |                                                                                    |
|                       | Hominidae (mensachtigen)                                                           |
|                       |                                                                                    |

|  | Hylobatidae (gibbons)    |
|  |                          |
|  | Hominidae (mensachtigen) |
|  |                          |

|                       | Cercopithecoidea (apen van de Oude Wereld)                                         |
|                       |                                                                                    |
| Hominoidea (mensapen) | \| \| Hylobatidae (gibbons) \| \| \| \| \| \| Hominidae (mensachtigen) \| \| \| \| |
|                       | \| \| Hylobatidae (gibbons) \| \| \| \| \| \| Hominidae (mensachtigen) \| \| \| \| |
|                       | Hylobatidae (gibbons)                                                              |
|                       |                                                                                    |
|                       | Hominidae (mensachtigen)                                                           |
|                       |                                                                                    |

|  | Hylobatidae (gibbons)    |
|  |                          |
|  | Hominidae (mensachtigen) |
|  |                          |

|                       | Cercopithecoidea (apen van de Oude Wereld)                                         |
|                       |                                                                                    |
| Hominoidea (mensapen) | \| \| Hylobatidae (gibbons) \| \| \| \| \| \| Hominidae (mensachtigen) \| \| \| \| |
|                       | \| \| Hylobatidae (gibbons) \| \| \| \| \| \| Hominidae (mensachtigen) \| \| \| \| |
|                       | Hylobatidae (gibbons)                                                              |
|                       |                                                                                    |
|                       | Hominidae (mensachtigen)                                                           |
|                       |                                                                                    |

|  | Hylobatidae (gibbons)    |
|  |                          |
|  | Hominidae (mensachtigen) |
|  |                          |

|                       | Cercopithecoidea (apen van de Oude Wereld)                                         |
|                       |                                                                                    |
| Hominoidea (mensapen) | \| \| Hylobatidae (gibbons) \| \| \| \| \| \| Hominidae (mensachtigen) \| \| \| \| |
|                       | \| \| Hylobatidae (gibbons) \| \| \| \| \| \| Hominidae (mensachtigen) \| \| \| \| |
|                       | Hylobatidae (gibbons)                                                              |
|                       |                                                                                    |
|                       | Hominidae (mensachtigen)                                                           |
|                       |                                                                                    |

|  | Hylobatidae (gibbons)    |
|  |                          |
|  | Hominidae (mensachtigen) |
|  |                          |

|                       | Cercopithecoidea (apen van de Oude Wereld)                                         |
|                       |                                                                                    |
| Hominoidea (mensapen) | \| \| Hylobatidae (gibbons) \| \| \| \| \| \| Hominidae (mensachtigen) \| \| \| \| |
|                       | \| \| Hylobatidae (gibbons) \| \| \| \| \| \| Hominidae (mensachtigen) \| \| \| \| |
|                       | Hylobatidae (gibbons)                                                              |
|                       |                                                                                    |
|                       | Hominidae (mensachtigen)                                                           |
|                       |                                                                                    |

|  | Hylobatidae (gibbons)    |
|  |                          |
|  | Hominidae (mensachtigen) |
|  |                          |

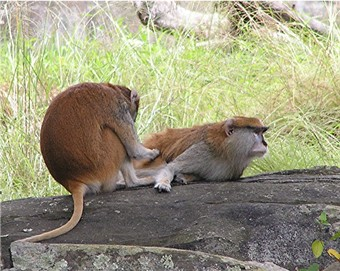
Huzaaraap (Erythrocebus patas)
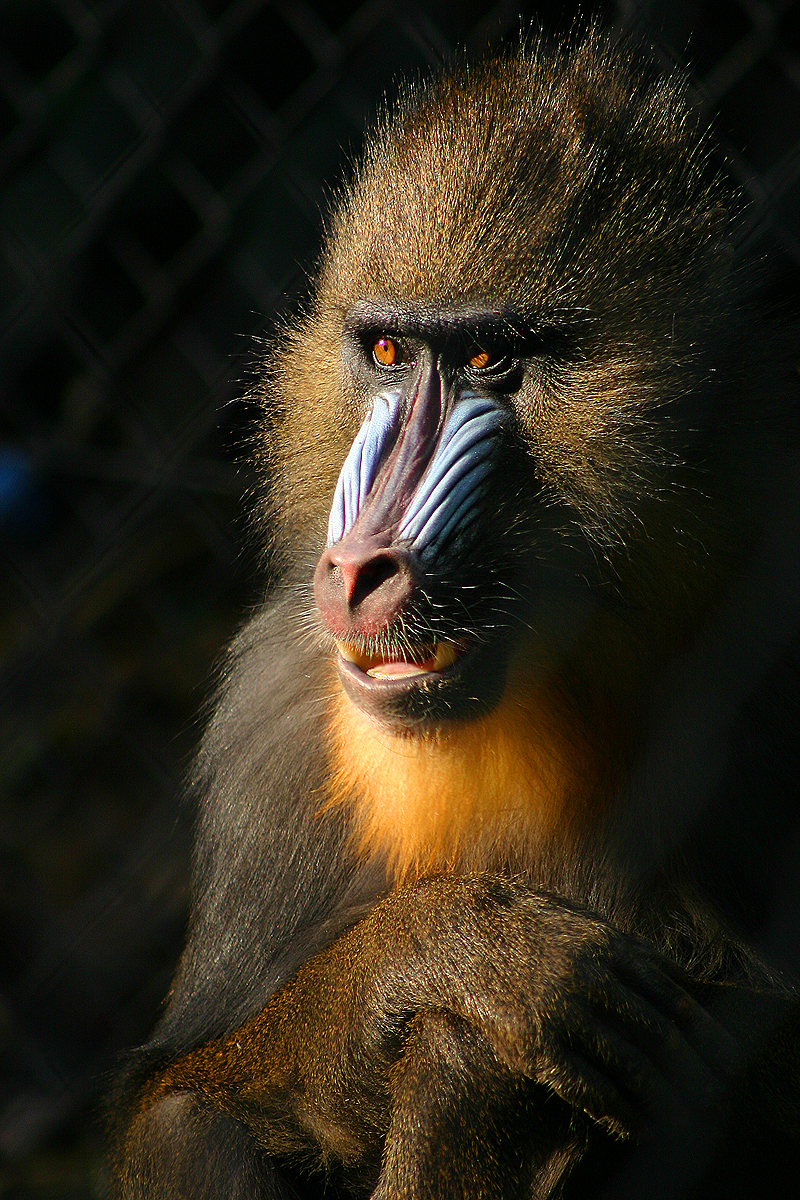
Mandril (Mandrillus sphinx)